# 福島市立福島第四小学校
福島市立福島第四小学校（ふくしましりつ ふくしまだいよん しょうがっこう）は、福島県福島市にある公立小学校である。

## 概要
福島市中心市街地である中央東地域の北部を学区とし、国道13号信夫通り沿い、福島市消防本部の向かい側に位置する。校章は学区内の曽根田天満宮に咲く梅の花が用いられている。同じく曽根田天満宮の梅花を校章のモチーフとする近隣の福島県立福島高等学校のものが満開の梅花であるのに対し、これから伸び行く自動をイメージし、当校のものは7～8分咲きの梅花が用いられている。現在用いられている校歌は古関裕而の作曲によるものである。2021年5月1日現在、7学級85名の児童が在籍する。

## 沿革
- 1910年4月15日 - 福島市立福島第三尋常小学校として開校。
- 1919年11月 - 実業補習学校が併設される。
- 1931年4月 - 工手学校が併設される。
- 1941年4月 - 国民学校令が施行され福島市立福島第四国民学校へ改称される。
- 1946年4月 - 福島第四幼稚園が付設される。
- 1947年4月 - 学校教育法が施行され、福島市立福島第四小学校へ改称される。
- 1964年 - 東校舎と南校舎完成[2]。
- 1965年 - 屋内運動場完成[2]。
- 1966年 - 南校舎完成[2]。
- 1983年4月 - 情緒障害特殊学級開設[1]。
- 2007年4月 - 学習障がい通級指導教室開設[1]。
- 2009年4月 - 注意欠陥多動性障がい通級指導教室開設[1]。
- 2020年3月4日 - この日から5月24日（3月24日～4月7日の春休み期間をはさむ）まで、新型コロナウイルス感染症対策に係る臨時休業[1]。

## 教育方針
教育目標　
- 「笑顔あふれる やさしさいっぱいの梅校」をスローガンとする[3]。

## 学校行事
| - 4月 - 5月 - 6月 | - 7月 - 8月 - 9月 | - 10月 - 11月 - 12月 | - 1月 - 2月 - 3月 |

## 通学区域
- 中央東地域
  - 天神町
  - 宮下町
  - 万世町
  - 陣馬町
  - 森合町
  - 御山町
  - 曽根田町
- 中央東地域（信夫山）
  - 西養山
  - 南平
  - 金山
  - 狐山
  - 狐塚畑
  - 狐塚
  - 下狐塚
  - 太子堂
  - 大日堂
  - 堂殿
  - 駒山
  - 妻夫石
  - 大明神
  - 御山堂殿
  - 大山
  - 京塚
  - 大平山
  - 児石
  - 蟹沢入
  - 立道
  - 蝦夷穴
  - 熊野山
  - 熊野峠
  - 鶴牧
- 清水地区
  - 御山（福島市立御山小学校、福島市立北沢又小学校学区を除く全域）

## 進学先中学校
- 福島市立福島第四中学校[5]

## 学区 / 校区内の主な施設
- 国道13号信夫通り
- 福島県道3号福島飯坂線飯坂街道
- 福島市消防本部
- 曽根田天満宮
- 信夫山公園
- 福島県護国神社
- 福島中央郵便局
- 曾根田ショッピングセンター
- フォーラム福島
- 福島市立福島第四中学校
- 福島県立福島高等学校
- 福島県立橘高等学校
- 松韻学園福島高等学校

## 交通
- 福島交通バスイオン福島行・4号線先回り信夫山循環線・13号線先回り信夫山循環線・五月乙女団地（福島北警察署経由）行・大原綜合病院（福島駅東口経由）行・福島駅東口行で、「福島四小前」停留所下車。
  - ただし、福島駅東口行と大原綜合病院（福島駅東口経由）行停留所からは、学校前を通る国道13号線を跨ぐ歩道橋を経由する必要がある。
- 福島交通飯坂線曽根田駅から、徒歩約450m・約7分。
- JR東日本福島駅より、
  - 東口から、徒歩約890m・約13分。
  - 東口から上述の福島交通バスに乗車し、「福島四小前」停留所下車。
  - 上述の福島交通飯坂線に乗り換えし、曽根田駅下車後、徒歩。